# Cathédrale Saint-Jean-Népomucène de Zrenjanin
La cathédrale Saint-Jean-Népomucène de Zrenjanin (en serbe cyrillique : Римокатоличка црква светог Ивана Непомука ; en serbe latin : Rimokatolička crkva svetog Ivana Nepomuka) est une cathédrale catholique située à Zrenjanin, dans la province autonome de Voïvodine et dans le district du Banat central en Serbie. Elle fait partie des monuments inscrits sur la liste des entités spatiales historico-culturelles de grande importance de Zrenjanin (identifiant no PKIC 48) et, à ce titre, est inscrite sur la liste des monuments culturels de grande importance de la république de Serbie.

## Présentation

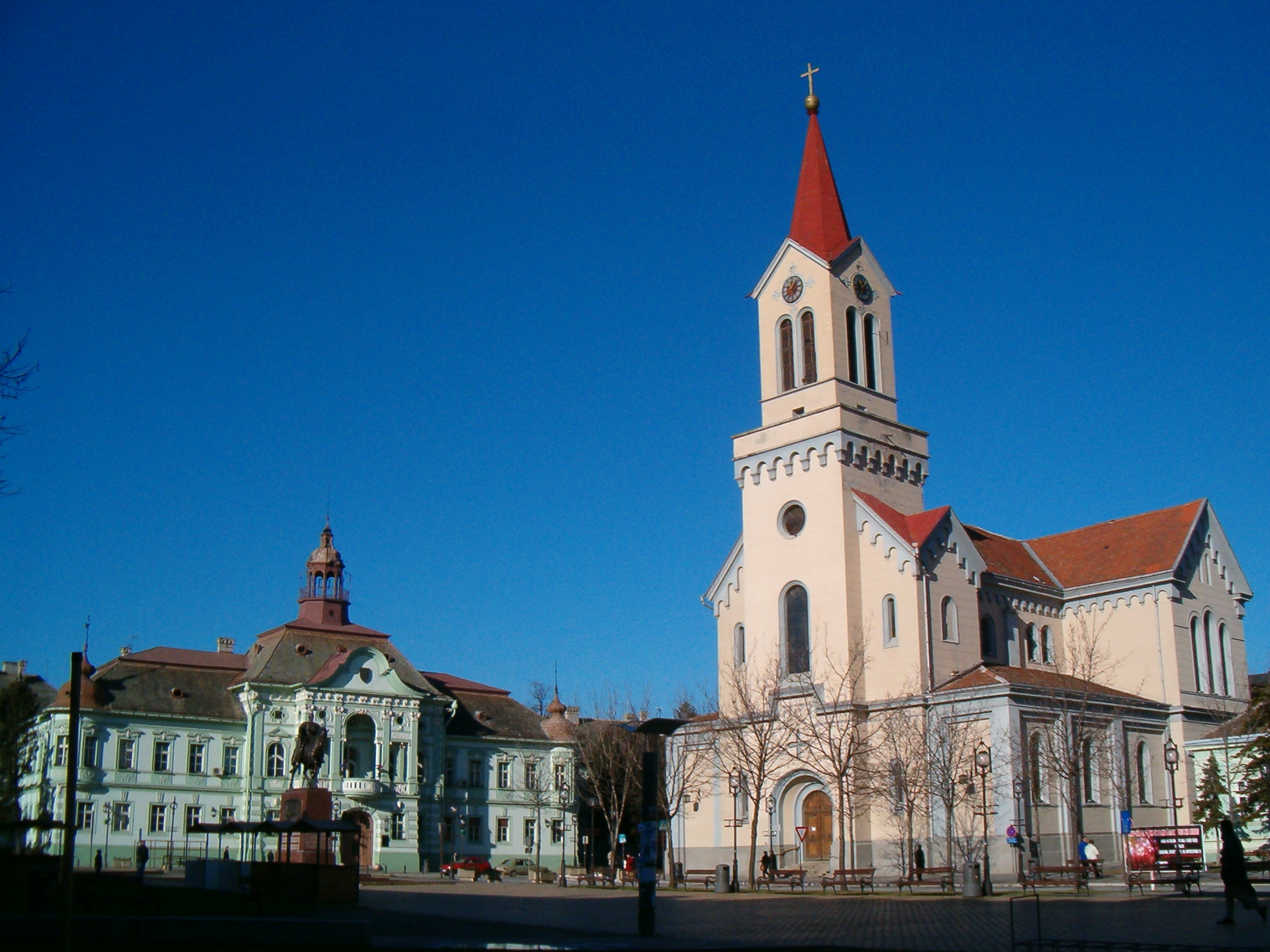
La cathédrale catholique et l'hôtel de ville

Des sources vaticanes montrent que, au XVe siècle, Bečkerek (aujourd'hui Zrenjanin), possédait une communauté de croyants avec une église et un prêtre. Au milieu du XVe siècle, la région a été conquise par les Ottomans et l'église remplacée par une mosquée. En revanche, après la prise de la forteresse de Timișoara par les Autrichiens en 1716, les Turcs se sont retirés de la Voïvodine. L'impératrice Marie-Thérèse a alors 1758 donné l'ordre de construire une église de style baroque, érigée entre 1758 et 1763. Mais l'édifice, qui menaçait de s'écrouler sous le poids de ses cloches, a été abandonné. L'église actuelle a été construite à partir de 1864 sous la direction du maître d'œuvre Franz Xaver Brandeisz et elle a été achevée en 1868 ; elle est caractéristique de l'architecture néo-romane.
L'édifice, qui s'inscrit dans un plan en croix, est doté d'une abside demi-circulaire au nord, tandis qu'une haute tour domine le portail principal au sud. Il se caractérise par un large transept qui, avec les sacristies, lui confère l'allure d'un bâtiment à trois nefs. Transept et tour se terminent au niveau du toit par des pignons triangulaires tandis que, sous la corniche du toit, court une série d'arcatures aveugles en plein cintre.
À l'intérieur de la cathédrale, au-dessus du maître-autel, se trouve un grand tableau représentant saint Jean Népomucène réalisé par Bertalan Székely. Au-dessus des autels latéraux, on peut voir une Mère de Dieu avec son fils, elle aussi peinte par Székely, et un saint Jacques dû à Avgust Mantler. Les voûtes ont été ornées de scènes empruntées au Nouveau Testament : la Sainte Trinité, Le Christ à Gethsémani, Le Christ bénissant les enfants, Le Christ enseignant, L'Ascension de Marie, David avec sa harpe entouré par les Anges.
Les fresques murales, de grade dimension, ont été peintes par Јоzеf Geugner en 1885 ; elles représentent des scènes de l'Ancien et du Nouveau Testament. Geugner avait déjà travaillé aux peintures de l'église Saint-Jean-Baptiste d'Ečka et à l'église Sainte-Madeleine de Beodra. L'église abrite également un ensemble de vitraux et un orgue construit en 1907 dans l'atelier de Lipót Wegenstein à Timișoara.